# Candelaria (Spagna)
Candelaria è un comune spagnolo di 25 140 abitanti situato nella comunità autonoma delle Canarie (Tenerife). È centro di pellegrinaggi visitare la Basilica di Nostra Signora della Candelaria, patrona delle Isole Canarie.

## Storia
La città di Candelaria è circondata da diverse grotte preistoriche, dove sono stati rinvenuti dei siti funerari molto particolari, dai quali sono stati portati alla luce delle mummie di Guanci, il cui processo di inumazione risulta molto simile al trattamento riservato ai Faraoni d'Egitto.
Le origini storiche della "Villa Mariana" (capitale spirituale delle Isole Canarie) torna all'apparizione di una statua della Vergine Maria, che secondo la leggenda, è stata trovata sulla spiaggia vicina Chimisay (attuale comune Güímar) nel XIV secolo, un tempo abitata dai Guanci e il locale mencey aborigeno (Mencey di Güímar) ordinò di mantenere la "strana figura". Dopo l'arrivo dei conquistadores l'immagine è stata scattata in una caverna dietro la attuale Basilica di Nostra Signora della Candelaria.
Dopo la costruzione di varie chiese nel luogo di culto alla Vergine, nel 1949 cominciò a costruire la Basilica di Candelaria, che sarebbe finito nel 1959. Candelaria è attualmente una delle più importanti località delle Isole Canarie e un grande luogo di pellegrinaggio, ricevendo oltre 2,5 milioni di visitatori ogni anno.

## Attrazioni
Il monumento più importante della città è la Basilica di Nostra Signora della Candelaria, che è anche uno dei più importanti dell'architettura religiosa delle Isole Canarie. Ogni anno migliaia di persone visitano la basilica per venerare la Vergine della Candelaria, patrona delle Canarie. La basilica è il santuario dedicato alla Vergine Maria più grande delle Isole Canarie, ha una capacità di 5 000 persone. Sottolinea ulteriormente la Plaza de la Patrona de Canarias, vicino alla basilica, insieme a questa piazza si trovano le statue dei 9 re nativa di Tenerife. Altri luoghi importanti sono la grotta di San Blas e la Chiesa di Santa Ana.

## Festival
Ogni 15 agosto è la festa della Candelaria, durante la quale i fedeli in pellegrinaggio a piedi da tutte le parti dell'isola, anche provenienti dalle altre isole per la città. Sempre il 2 febbraio è festa della Candelaria nel mese di agosto anche se il festival. Su queste festività la città ospita migliaia di visitatori provenienti non solo da diverse parti dell'arcipelago, ma anche da altrove in Spagna.

## Amministrazione

### Gemellaggi
- Arafo
- Güímar
- Teror
- Rota
- Candelaria

## Galleria d'immagini

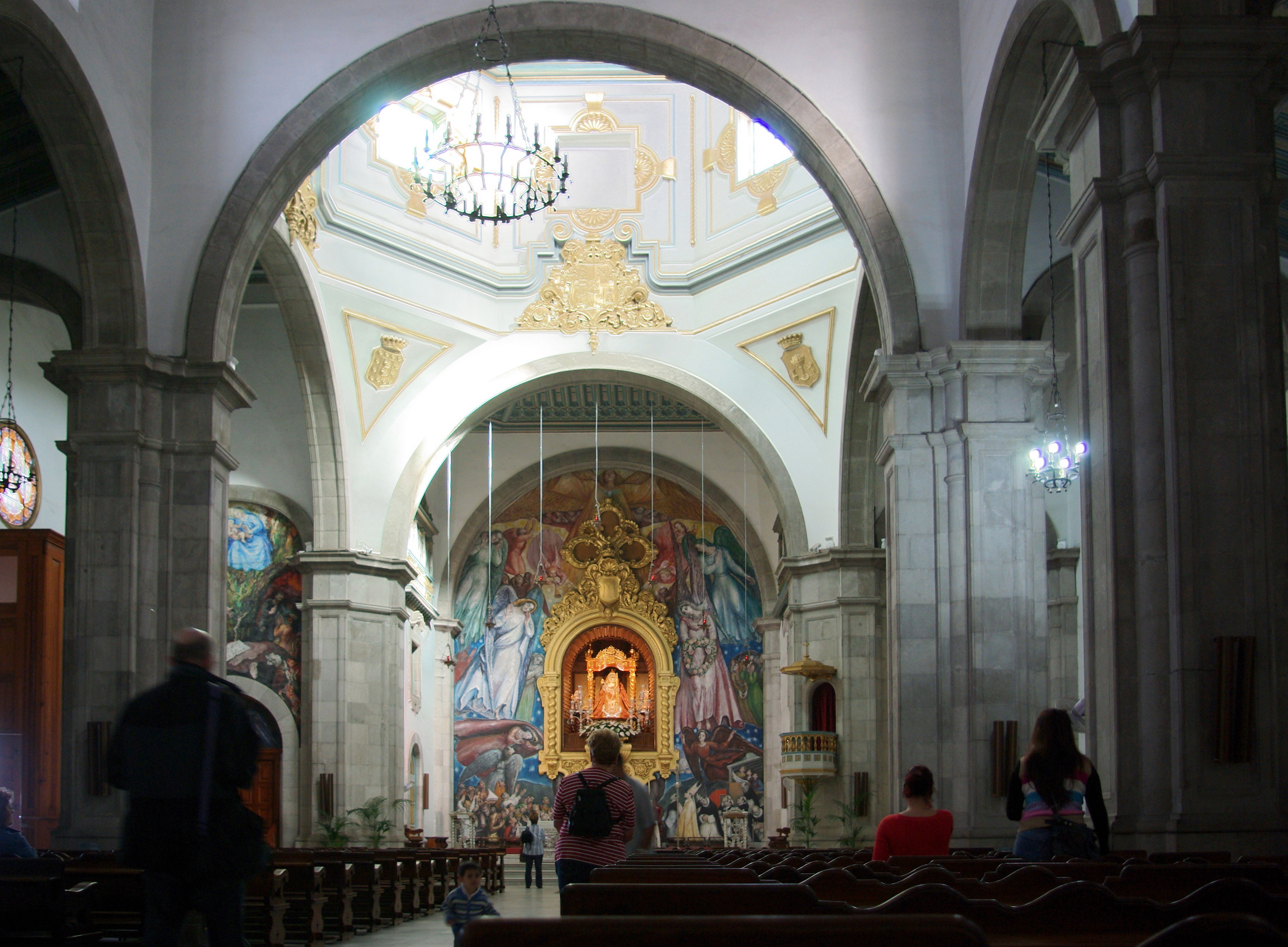
Basílica de Nuestra Señora de la Candelaria, interno e altare.
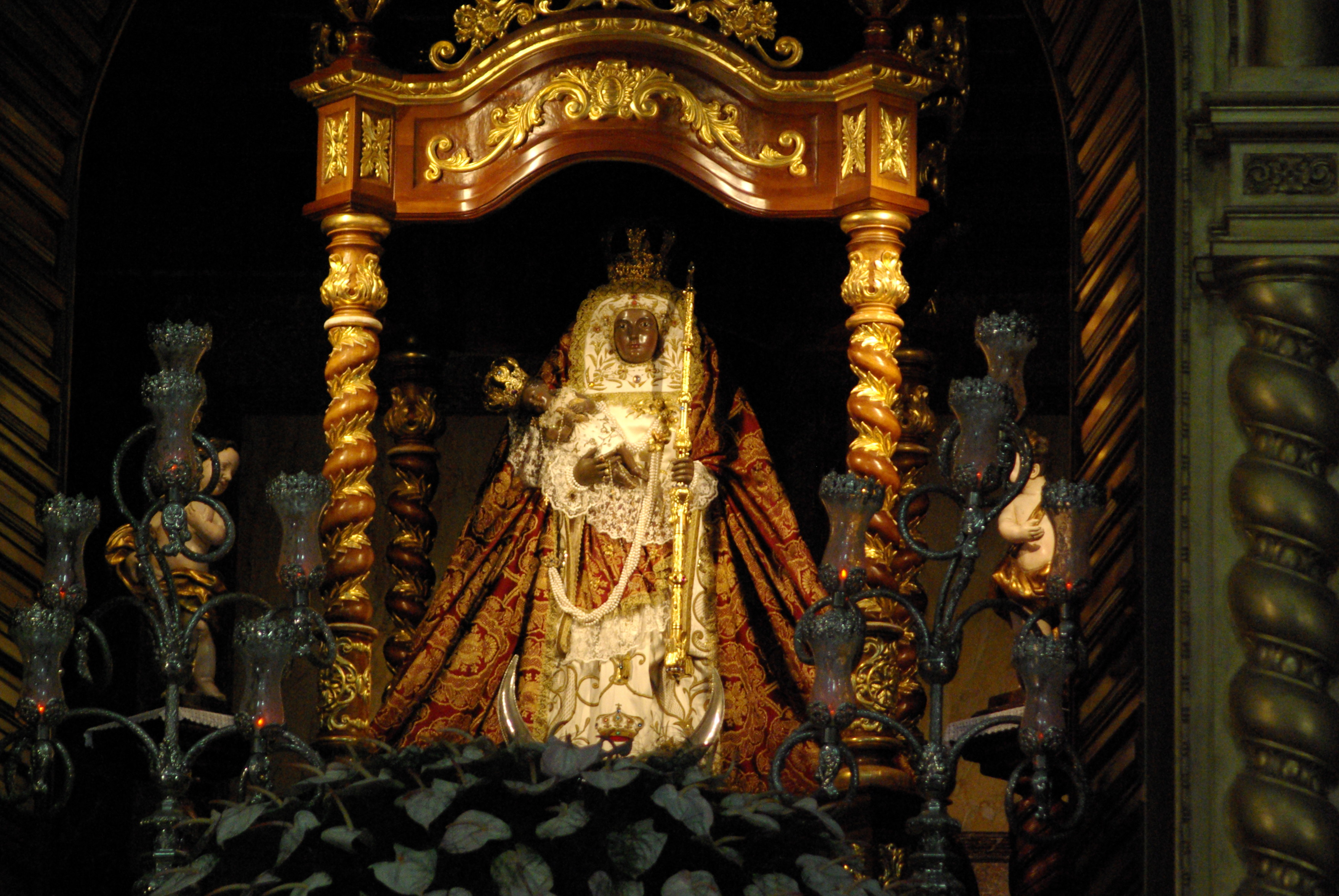
Basílica de Nuestra Señora de la Candelaria, Vergine della Candelaria.
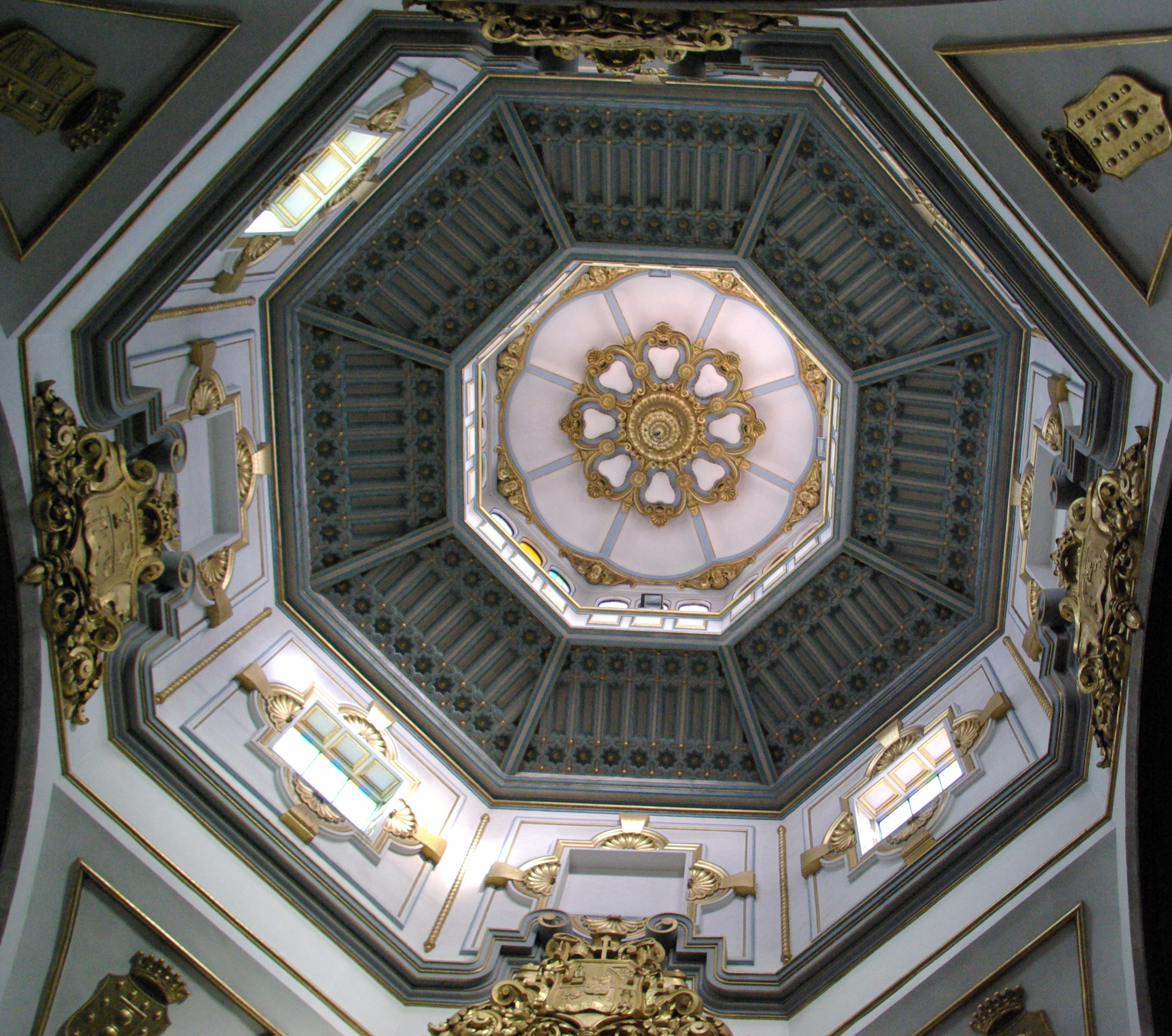
Basílica de Nuestra Señora de la Candelaria, cupola da dentro.
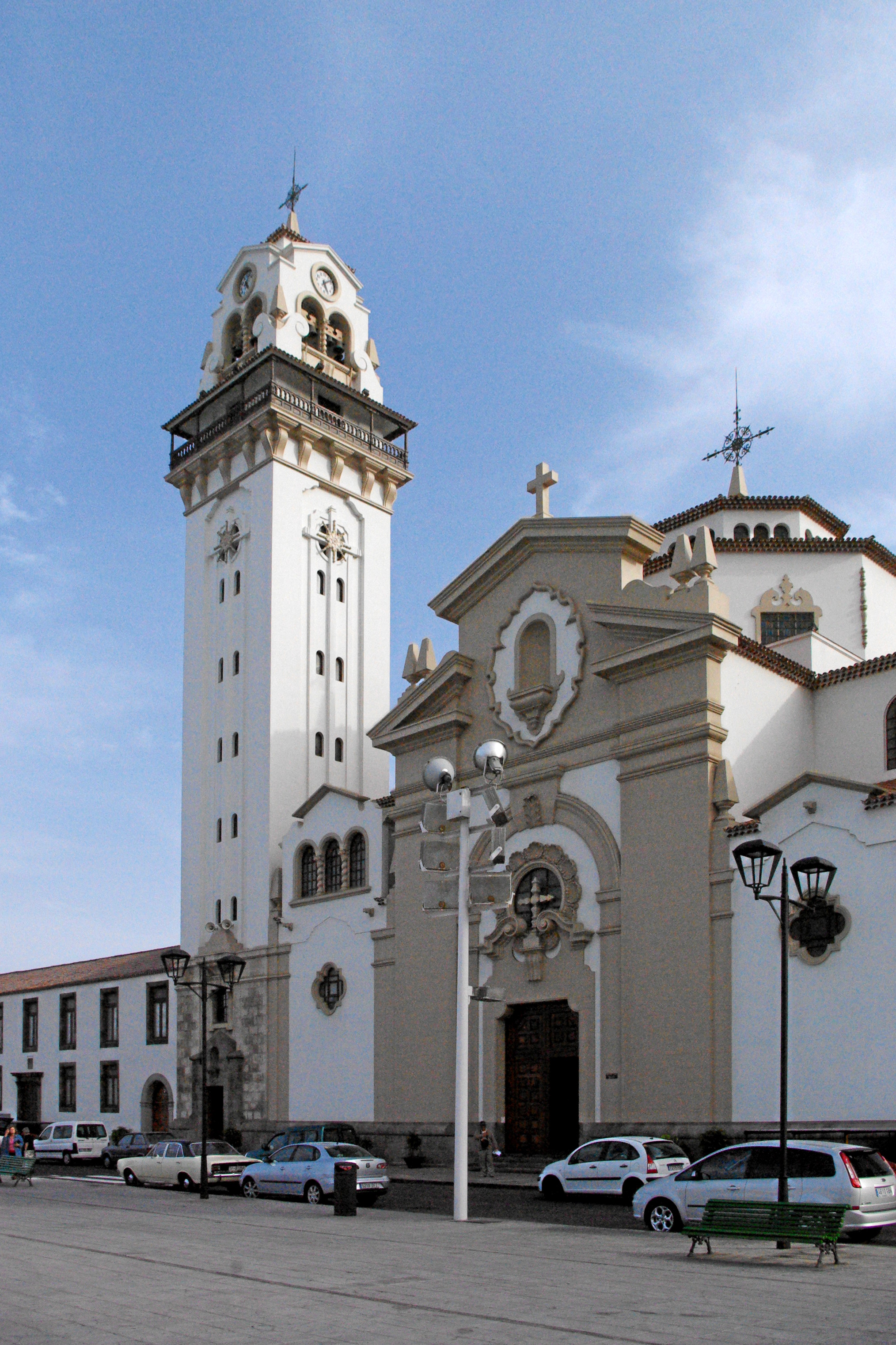
Basílica de Nuestra Señora de la Candelaria, esterno e campanile.
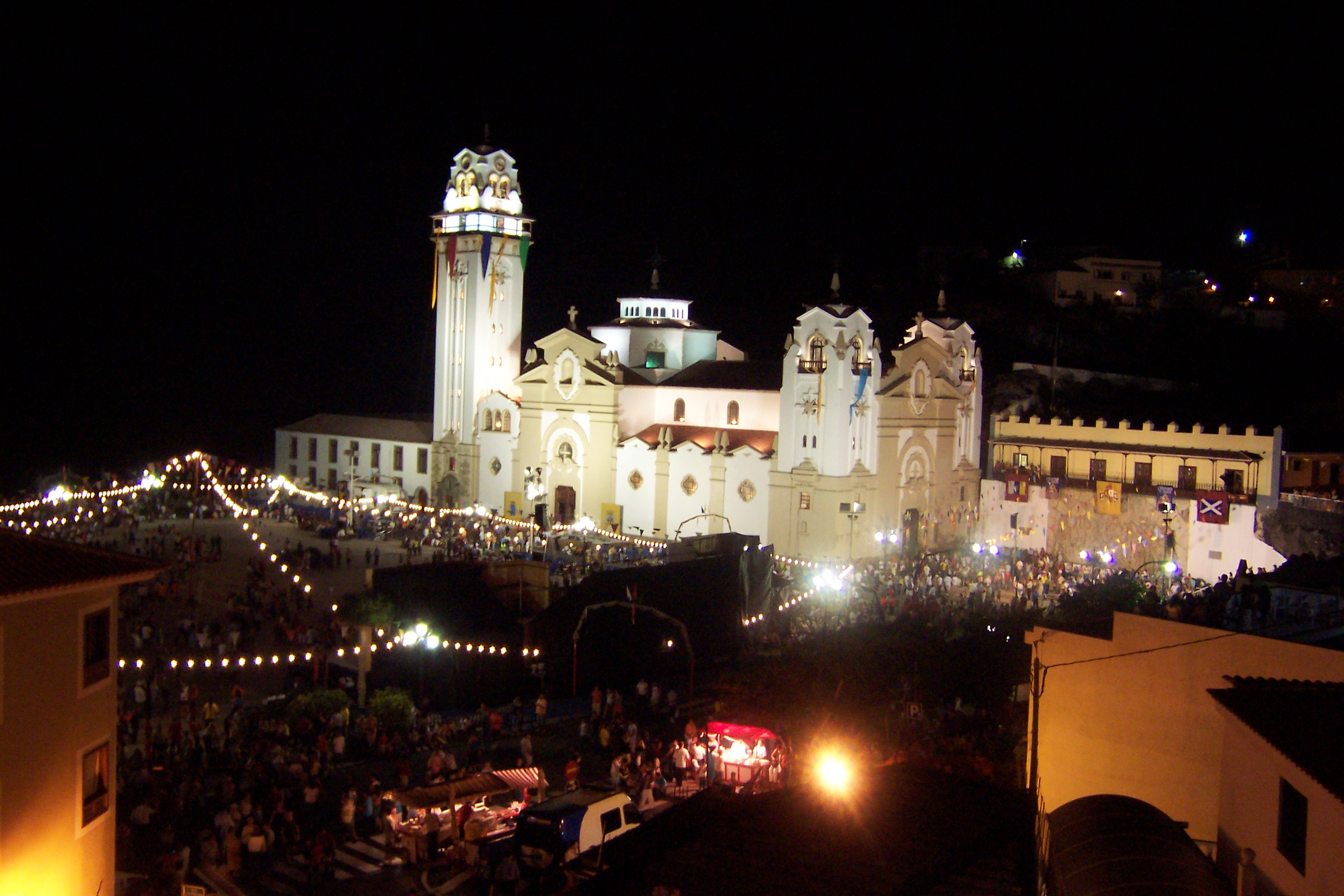
Basílica de Nuestra Señora de la Candelaria, festa della Candelaria.
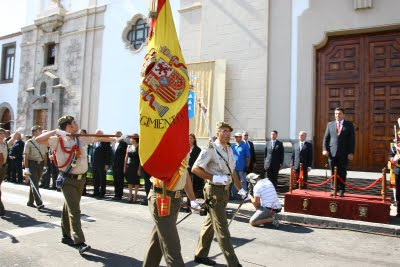
Parata militare durante le celebrazioni della Vergine.